# Rômulo Borges Monteiro
Rômulo Borges Monteiro (Picos, Piauí, Brasil, 19 de septiembre de 1990), más conocido como Rômulo, es un futbolista brasileño que juega como centrocampista en el Retrô F. C. del Campeonato Brasileño de Serie D.

## Selección nacional
Ha sido internacional con la selección de fútbol de Brasil; donde hasta ahora, ha jugado 8 partidos internacionales y ha anotado solo 1 gol por dicho seleccionado. Incluso participó con su selección, en el Torneo masculino de fútbol en los Juegos Olímpicos de Londres 2012, donde la selección de Brasil, consiguió la medalla de plata, tras perder la final jugada en Wembley, ante su similar de México.

## Clubes
| Club                     | País   | Año       |
| ------------------------ | ------ | --------- |
| C. R. Vasco da Gama      | Brasil | 2010-2012 |
| F. C. Spartak Moscú      | Rusia  | 2012-2016 |
| C. R. Flamengo           | Brasil | 2017-2020 |
| Grêmio (cedido)          | Brasil | 2019      |
| Shijiazhuang Ever Bright | China  | 2020      |
| C. R. Vasco da Gama      | Brasil | 2021      |
| Retrô F. C.              | Brasil | 2023-     |

## Palmarés

### Títulos estatales
| Título             | Club           | Estado             | Año  |
| ------------------ | -------------- | ------------------ | ---- |
| Campeonato Carioca | C. R. Flamengo | Río de Janeiro     | 2017 |
| Taça Guanabara     | C. R. Flamengo | Río de Janeiro     | 2018 |
| Campeonato Gaúcho  | Grêmio         | Río Grande del Sur | 2019 |

### Títulos nacionales
| Título                          | Club                | País   | Año  |
| ------------------------------- | ------------------- | ------ | ---- |
| Copa de Brasil                  | C. R. Vasco da Gama | Brasil | 2011 |
| Campeonato Brasileño de Serie D | Retrô               | Brasil | 2024 |